# Kerecsend
Kerecsend est un village et une commune du comitat de Heves en Hongrie.